# 第1次海部内閣
第1次海部内閣（だいいちじかいふないかく）は、元文部大臣、衆議院議員及び自由民主党総裁の海部俊樹が第76代内閣総理大臣に任命され、1989年（平成元年）8月10日から1990年（平成2年）2月28日まで続いた日本の内閣。

## 概要
昭和生まれ初の首相（1桁生まれとしては唯一）かつ現行憲法下では初となる中日本（愛知県）出身者の首相による内閣である。海部政権の後、中日本出身の首相による内閣は2022年現在、長野県出身首相による羽田内閣と石川県出身首相による森内閣のみである。

## 国務大臣
| 職名                            | 氏名       | 氏名 | 所属                           | 特命事項等                       | 備考                                        |
| ------------------------------- | ---------- | ---- | ------------------------------ | -------------------------------- | ------------------------------------------- |
| 内閣総理大臣                    | 海部俊樹   |      | 衆議院 自由民主党 （河本派）   |                                  | 自由民主党総裁 再入閣                       |
| 法務大臣                        | 後藤正夫   |      | 参議院 自由民主党 （無派閥）   |                                  | 初入閣                                      |
| 外務大臣                        | 中山太郎   |      | 衆議院 自由民主党 （安倍派）   |                                  | 再入閣                                      |
| 大蔵大臣                        | 橋本龍太郎 |      | 衆議院 自由民主党 （竹下派）   |                                  | 再入閣                                      |
| 文部大臣                        | 石橋一弥   |      | 衆議院 自由民主党 （安倍派）   | 国立国会図書館連絡調整委員会委員 | 初入閣                                      |
| 厚生大臣                        | 戸井田三郎 |      | 衆議院 自由民主党 （竹下派）   | 年金問題担当                     | 初入閣                                      |
| 農林水産大臣                    | 鹿野道彦   |      | 衆議院 自由民主党 （安倍派）   |                                  | 初入閣                                      |
| 通商産業大臣                    | 松永光     |      | 衆議院 自由民主党 （中曾根派） |                                  | 再入閣                                      |
| 運輸大臣                        | 江藤隆美   |      | 衆議院 自由民主党 （中曾根派） | 新東京国際空港問題担当           | 再入閣                                      |
| 郵政大臣                        | 大石千八   |      | 衆議院 自由民主党 （中曾根派） |                                  | 初入閣                                      |
| 労働大臣                        | 福島譲二   |      | 衆議院 自由民主党 （無派閥）   |                                  | 初入閣                                      |
| 建設大臣                        | 原田昇左右 |      | 衆議院 自由民主党 （宮澤派）   |                                  | 初入閣                                      |
| 自治大臣 国家公安委員会委員長   | 渡部恒三   |      | 衆議院 自由民主党 （竹下派）   |                                  | 再入閣                                      |
| 内閣官房長官                    | 山下徳夫   |      | 衆議院 自由民主党 （河本派）   |                                  | 再入閣 1989年8月25日免                      |
| 内閣官房長官                    | 森山眞弓   |      | 参議院 自由民主党 （河本派）   |                                  | 1989年8月25日任 横滑り 女性初の内閣官房長官 |
| 総務庁長官                      | 水野清     |      | 衆議院 自由民主党 （宮澤派）   |                                  | 再入閣                                      |
| 北海道開発庁長官 沖縄開発庁長官 | 阿部文男   |      | 衆議院 自由民主党 （宮澤派）   |                                  | 初入閣                                      |
| 防衛庁長官                      | 松本十郎   |      | 衆議院 自由民主党 （安倍派）   |                                  | 初入閣                                      |
| 経済企画庁長官                  | 高原須美子 |      | 民間                           |                                  | 初入閣                                      |
| 科学技術庁長官                  | 斎藤栄三郎 |      | 衆議院 自由民主党 （無派閥）   | 原子力委員会委員長               | 初入閣                                      |
| 環境庁長官                      | 森山眞弓   |      | 参議院 自由民主党 （河本派）   |                                  | 初入閣 1989年8月25日免                      |
| 環境庁長官                      | 志賀節     |      | 衆議院 自由民主党 （河本派）   |                                  | 1989年8月25日任 初入閣                      |
| 国土庁長官                      | 石井一     |      | 衆議院 自由民主党 （竹下派）   | 土地対策担当 花と緑の万博担当    | 初入閣                                      |

## 内閣官房副長官・内閣法制局長官
- 内閣法制局長官 - 工藤敦夫
- 内閣官房副長官 (政務) - 志賀節 ／ 藤本孝雄：1989年（平成元年）8月25日-
- 内閣官房副長官 (事務) - 石原信雄

## 政務次官
新任の政務次官は1989年（平成元年）8月11日に発令され、その他の政務次官は前内閣からの留任。
- 法務政務次官 - 田辺哲夫（新任）
- 外務政務次官 - 田中直紀
- 大蔵政務次官 - 高村正彦・高木正明（新任）
- 文部政務次官 - 町村信孝
- 厚生政務次官 - 近岡理一郎
- 農林水産政務次官 - 中川昭一・大浜方栄（新任）
- 通商産業政務次官 - 甘利明・石原健太郎（新任）
- 運輸政務次官 - 森田一
- 郵政政務次官 - 月原茂皓
- 労働政務次官 - 石井道子（新任）
- 建設政務次官 – 木村守男
- 自治政務次官 - 長野祐也
- 総務政務次官 - 若林正俊
- 北海道開発政務次官 - 野沢太三（新任）
- 防衛政務次官 - 鈴木宗男
- 経済企画政務次官 - 平林鴻三
- 科学技術政務次官 - 高橋清孝（新任）
- 環境政務次官 - 宮崎秀樹（新任）
- 沖縄開発政務次官 - 関口恵造（新任）
- 国土政務次官 - 自見庄三郎

## その他
- 前々内閣の竹下内閣がリクルート事件で総辞職をしたため、リクルートと関係が深かった有力政治家は謹慎（リクルートパージ）を強いられ、第1次海部内閣の閣僚はリクルートとは縁が薄い政治家を優先して閣僚入りさせた。
- 海部政権では最大派閥の竹下派（経世会）から幹事長に出すことになったが人選で紛糾。竹下登は「長幼の序で梶山静六」と主張したが、派閥会長の金丸信が「若い小沢一郎」と譲らず、結局小沢が幹事長になった[1]。
- 発足から2週間ほどの1989年8月25日に内閣官房長官の山下徳夫が女性問題で辞任、後任は環境庁長官の森山真弓が就任した（女性初の官房長官）[2]。